# Hromnice
Hromnice é uma comuna checa localizada na região de Plzeň, distrito de Plzeň-sever. Tem cerca de 1.300 habitantes. 
Fica 13 quilômetros a nordeste de Plzeň e 75 km a oeste de Praga. Os vilarejos de Chotiná, Kostelec, Nynice, Planá e Žichlice são partes administrativas de Hromnice.